# دیکسون‌ویل (پنسیلوانیا)
دیکسون‌ویل (به انگلیسی: Dixonville) یک منطقهٔ مسکونی در ایالات متحده آمریکا است که در پنسیلوانیا واقع شده‌است. دیکسون‌ویل ۲٫۳ کیلومتر مربع مساحت و ۴۶۷ نفر جمعیت دارد و ۳۹۰٫۱۵ متر بالاتر از سطح دریا واقع شده‌است.